# 52 Tuesdays
Pour plus de détails, voir Fiche technique et Distribution.
52 Tuesdays est un film dramatique  de genre récit initiatique australien réalisé par Sophie Hyde et sorti en 2013.
Le film, traitant d'une adolescente dont la mère désire transitionner, a été présenté au Festival du film de Sundance 2014 où il a été acclamé par la critique.

## Synopsis
En Australie, Billie qui a 16 ans, vit avec Jane, sa mère lesbienne divorcée de son père Tom et le petit frère de Jane (l'oncle de Billie) Harry. Un jour Jane révèle son intention de changer de sexe et de se faire alors appeler James. Plus important pour Billie, Jane veut qu'elle retourne vivre avec Tom pendant un an avec l'accord de ce dernier, limitant leur temps ensemble aux mardis de 16 heures à 22 heures, à partir du 23 août. Le film est divisé en 52 segments, chacun couvrant un mardi et débutant avec un titre donnant la date.
Chaque mardi, après avoir rendu visite à James et avant de retourner chez Tom, Billie retrouve secrètement deux étudiants plus âgés, Josh et Jasmine, dans un appartement qu'Harry les autorise à utiliser. Billie filme les expériences sexuelles du trio.
À cause d'un problème rare qui fait que son corps ne la supporte pas, James est contraint d’arrêter les injections de testostérone.
Après avoir envoyé une photographie d'elle dénudée à Jasmine, Billie rencontre des problèmes car cela est considéré comme de la pédopornographie. La principale de l'école, James, Tom et Jasmine désapprouvent fortement. Billie est choquée que James détruise l'un de ses enregistrements et refuse tout autre contact avec lui. Josh ne veut plus de contact physique avec Billie à cause du désaccord de Tom.
Plus tard Billie veut détruire un enregistrement restant, mais puisqu'il est dans la maison de James et qu'elle ne lui rend plus visite, elle est dépendante de Harry qui le détruit finalement pour elle.
Quand l'année est finie, Billie se réconcilie avec James et recommence à vivre avec lui. De plus, Billie, Josh et Jasmine redeviennent amis.

## Fiche technique
- Durée : 114 minutes (1 h 54)

## Distribution
- Tilda Cobham-Hervey : Billie
- Del Herbert-Jane : James
- Mario Späte : Harry
- Beau Travis Williams : Tom
- Imogen Archer : Jasmine
- Sam Althuizen : Josh
- Danica Moors : Lisa
- Susan Hyde : le principal de l'école
- Greg Marsh : le psychiatre
- Audrey Mason-Hyde : Frida
- Susie Skinner : la mère de Jasmine

## Production
52 Tuesdays a été filmé dans la région métropolitaine Adélaïde chaque mardi d'une année afin de s'adapter à la création du film.

## Festivals
- 2015 : Ramdam Festival : sélection officielle dans la catégorie Fiction et prix du film le plus dérangeant de la catégorie fiction